# Rafael Andrade
Rafael Andrade (Goiânia, 7 de maio de 1986) é um trampolinista brasileiro, que participa de provas em competições individuais e sincronizadas.
Participou em 2015 do Campeonato Mundial de Ginástica de Trampolim e também foi o único representante do Brasil nos Jogos Olímpicos de Verão de 2016 em sua modalidade, finalizando sua prova em décimo quinto lugar.